# Arte Johnson
Pour les articles homonymes, voir Johnson.
Arte Johnson, nom de scène d'Arthur Stanton Eric Johnson, est un acteur et scénariste américain né le 20 janvier 1929 à Benton Harbor (Michigan) et mort à Los Angeles (Californie) le 3 juillet 2019.

## Biographie

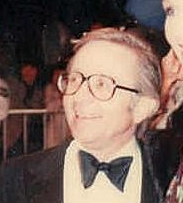
Arte Johnson à la première de The Rose (1979).

Au cours de ses 50 années de carrière, il a participé à diverses productions, notamment à des comédies et à des voix off. Johnson a commencé sa carrière d'acteur en 1954, en particulier dans le rôle de Johnson; Rowan & Martin's Laugh-In , il était une fois les frères Grimm , Les Ducs de Hazzard et The A Team . Terminant sa carrière active en 2005 , Arte Johnson a remporté le prix Saturn pour ses réalisations en carrière.
Johnson est né le 20 janvier 1929 à Benton Harbor, dans le Michigan. Il a étudié à l' Université de l'Illinois. Lui et sa femme Gisela Johnson, avec qui il s'est marié en 1968, ont été ensemble jusqu'à sa mort. Le comédien, acteur et artiste de doublage américain Arte Johnson est décédé le 3 juillet 2019 à Los Angeles à l'âge de 90 ans, aux prises avec un cancer des os et de la prostate.

## Filmographie

### Scénariste
- 1971 : Ver-r-r-ry Interesting (téléfilm)

### Acteur

#### Cinéma
- 1956 : Immortel Amour de Rudolph Maté : Monty
- 1959 : The Wild and the Innocent : Barker
- 1960 : Les Rats de caves (The Subterraneans) : Arial Lavalerra
- 1965 : Le Témoin du troisième jour (The Third Day) : Lester Aldrich
- 1965 : That Funny Feeling : Paul
- 1967 : La Folle Mission du docteur Schaeffer (The President's Analyst) de Theodore J. Flicker (en) : Sullivan, FBR Agent
- 1968 : Vienna (en)
- 1976 : Sweat Hog Shark : Misterjaw (voix)
- 1976 : Mama : Misterjaw (voix)
- 1978 : To Catch a Halibut : Misterjaw
- 1979 : The Charge of the Model Ts
- 1979 : Le Vampire de ces dames : Mr. Renfield
- 1984 : Cannonball 2 (Cannonball Run II) : Pilot
- 1986 : What Comes Around
- 1988 : A Night at the Magic Castle : Harry Houdini
- 1989 : Tax Season : Mr. Goldberg
- 1990 : Evil Spirits : Lester Potts
- 1992 : Munchie : Prof. Cruikshank
- 1992 : Qui a peur du diable ? (Evil Toons) : Mr. Hinchlow
- 1995 : Captiva Island : Ernie
- 1995 : Assault of the Party Nerds 2: The Heavy Petting Detective : Witherspoon
- 1996 : Une découverte dangereuse (Second Chance) (vidéo) : Dr. Josef Stiggens
- 1998 : The Modern Adventures of Tom Sawyer : Grumpy Old Man
- 1999 : The Stan Freberg Commercials (vidéo) : Elevator Operator (segment "Elevator Ride")

#### Télévision

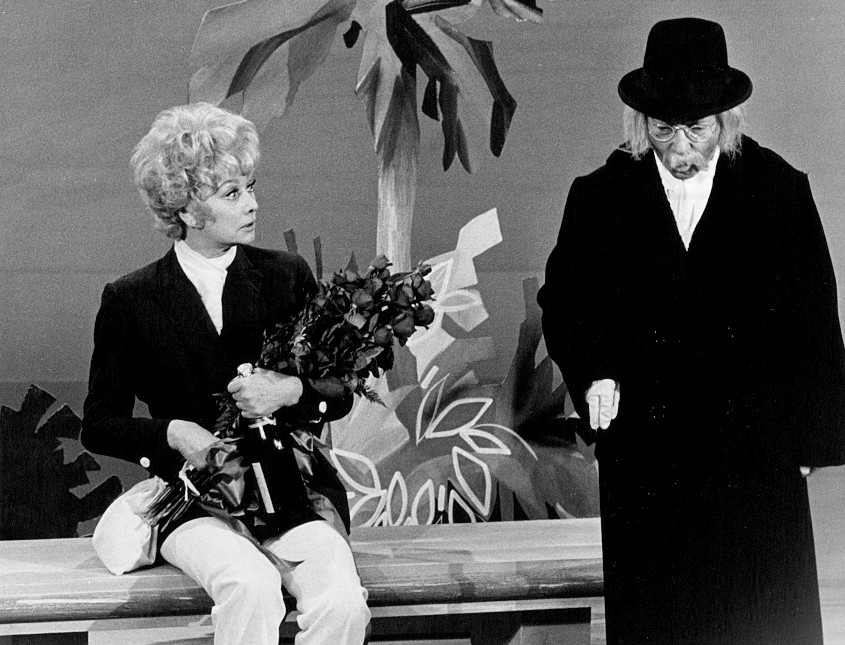
Arte Johnson dans le rôle de Tyrone F. Horneigh et Lucille Ball dans un sketch de l'émission The Glen Campbell Goodtime Hour (1971).

- 1955 : It's Always Jan (série télévisée) : Stanley Schreiber
- 1957 : Sally (série télévisée) : Bascomb Bleacher Jr.
- 1959 : Hennesey (série télévisée) : Seaman Shatz
- 1962 : Don't Call Me Charlie (série télévisée) : Cpl. Lefkowitz
- 1964 : Many Happy Returns (série télévisée) : Virgil Slamm
- 1966 : The Super 6 (série télévisée) : Super Scuba (voix)
- 1968 : The Legend of Robin Hood (série télévisée) : Much
- 1969 : La Panthère rose ("The Pink Panther Show") (série télévisée) : Misterjaw (voix)[réf. nécessaire]
- 1969 : 1, rue Sésame ("Sesame Street") (série télévisée) : Hans Heinz (1970)
- 1971 : Arnold's Closet Revue (téléfilm)
- 1972 : Call Holme (téléfilm) : Holme
- 1972 : The Houndcats (série télévisée) : Rhubarb (voix)
- 1973 : The Bear Who Slept Through Christmas (téléfilm) : Professor Werner von Johnson (voix)
- 1974 : Family Theatre: Married Is Better (téléfilm)
- 1974 : Twice in a Lifetime (téléfilm) : Ron Talley
- 1975 : The Bobby Vinton Show (série télévisée) : Regular
- 1975 : Ben Vereen... Comin' at Ya (série télévisée) : Regular Performer
- 1976 : Hot Fudge Show (série télévisée) : Host (season 1)
- 1977 : Once Upon a Brothers Grimm (téléfilm) : Selfish and Mean
- 1977 : Bunco (téléfilm)
- 1977 : Baggy Pants & the Nitwits (série télévisée) : Tyrone (voix)
- 1978 : Bud and Lou (téléfilm) : Eddie Sherman
- 1979 : Shérif, fais-moi peur (série TV) : "Double arnaque" (Saison 1 - Épisode 13) : Irving
- 1980 : The Incredible Book Escape (téléfilm) (voix)
- 1980 : Snow White Christmas (téléfilm) : Brawny (voix)
- 1980 : 3-2-1 Contact (série télévisée) : Introduction
- 1980 : If Things Were Different (téléfilm) : Allen Dunn
- 1980 : Detour to Terror (téléfilm) : Harry Edwards
- 1980 : The Love Tapes (téléfilm) : Harlan Devane
- 1980 : Condominium (téléfilm) : Brooke Ames
- 1981 : Les Schtroumpfs ("The Smurfs") (série télévisée) : Additional Voices (voix)
- 1982 : Tales of the Apple Dumpling Gang (téléfilm) : Theodore Ogilvie
- 1983 : Making of a Male Model (téléfilm) : Marty Sampson
- 1984 : Glitter (série télévisée) : Clive Richlin
- 1985 : Les Treize Fantômes de Scooby-Doo (The 13 Ghosts of Scooby-Doo) (série télévisée) : Weerd (voix)
- 1985 : Alice au pays des merveilles (Alice in Wonderland) (téléfilm) : Le Loir
- 1985 : "Uncle Buckle-Up" dans l'épisode "Prudence les enfants" de l'Agence tous risques.
- 1986 : Star Fairies (série télévisée) : Dragon Head #2 (voix)
- 1987 : Scooby-Doo Meets the Boo Brothers (téléfilm) : Farquard, Skull Ghost (voix)
- 1987 : No Laughing Matter (téléfilm)
- 1990 : Dan Turner, Hollywood Detective (téléfilm) : Pedro Criqui
- 1991 : Yo Yogi! (série télévisée) : Top Cat (voix)
- 1991 : Hôpital central ("General Hospital") (série télévisée) : Finian O'Toole (1991)
- 1993 : Animaniacs (série télévisée) : Newt / Additional Voices (voix)